# 인간국보
인간국보(일본어: 人間国宝)는 일본의 문화재보호법에 근거하여 일본 정부의 문부과학대신이 지정한 중요무형문화재의 보유자로서 인정된 인물을 가리키는 통칭이다. 문화재보호법에는 인간국보라고 하는 문언은 없지만 중요무형문화재 보유자를 가리켜 인간국보라고 부르는 통칭이 넓게 이용되고 있다.

## 같이 보기
- 일본의 국보
- 일본의 중요문화재
- 일본의 세계유산